# Tronc intestinal
Les troncs intestinaux sont des vaisseaux lymphatiques situés dans l'abdomen.
Ils drainent par le biais des nœuds lymphatiques mésentériques la lymphe de l'estomac, de l'intestin, du pancréas, de la rate et de la partie inférieure et avant du foie.
Parmi eux, un plus important constitue le tronc intestinal proprement dit. Il contourne la face latérale gauche de l'aorte en passant au dessus de l'artère rénale et se jette dans le tronc lymphatique lombaire gauche.
Les autres se jettent dans des nœuds lymphatiques latéro-aortiques.

## Galerie

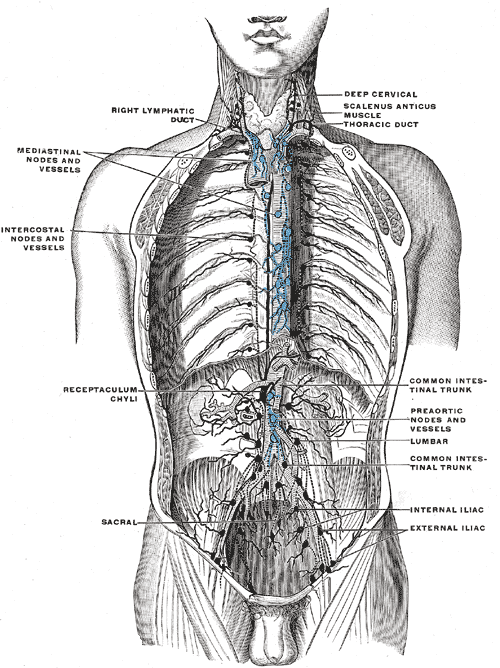
Ganglions lymphatiques profonds et vaisseaux du thorax et de l'abdomen (schéma).